# Berceau d'élevage
Berceau d'élevage est une notion de zootechnie.
Un berceau de race est l'endroit où une race d'élevage est apparue et où elle a évolué avant d'agrandir son aire de répartition.
Exemples :
- Le département de la Manche est un berceau de race de l'Anglo-normand qui a contribué fortement à créer le Selle français. C'est aussi un berceau d'élevage du Selle français et du Trotteur français, ainsi que de la race bovine Normande, même si toute la Basse-Normandie peut revendiquer cette qualité.
- La Haute-Savoie (Val d'Abondance) et la Savoie (vallée de la Tarentaise) sont respectivement berceau de race et d'élevage des races bovines Abondance et Tarentaise.
- Le département du Cantal est le berceau de race et d'élevage de la race bovine Salers.